# Aeropuerto Internacional de Trípoli
El Aeropuerto Internacional de Trípoli (IATA: TIP, OACI: HLLT) (árabe: مطار طرابلس العالمي) sirve a Trípoli, Libia. Es operado por la Oficina de Aviación Civil y Meteorología de Libia y es el aeropuerto más importante del país. Ubicado en el pueblo de (Qaser) Ben Ghashir, a 34 km al sur del centro de la ciudad de Trípoli, el aeropuerto es un centro de conexión para Libyan Airways, como así también para las nuevas aerolíneas Afriqiyah Airways y Buraq Air. 
La mayoría de los vuelos parte del Aeropuerto Internacional de Trípoli desde la Terminal Principal de Pasajeros.
El transporte desde y hacia el centro de Trípoli generalmente implica tomarse un taxi privado o compartido. Los operadores turísticos ofrecen transporte desde y hacia el aeropuerto, conectándolo con varios hoteles del centro de la ciudad.

## Historia
El aeropuerto fue completado e inaugurado para el tráfico tanto nacional como internacional en septiembre de 1978. En 2011, durante la batalla de Trípoli, el aeropuerto pasa a manos rebeldes.

## Instalaciones

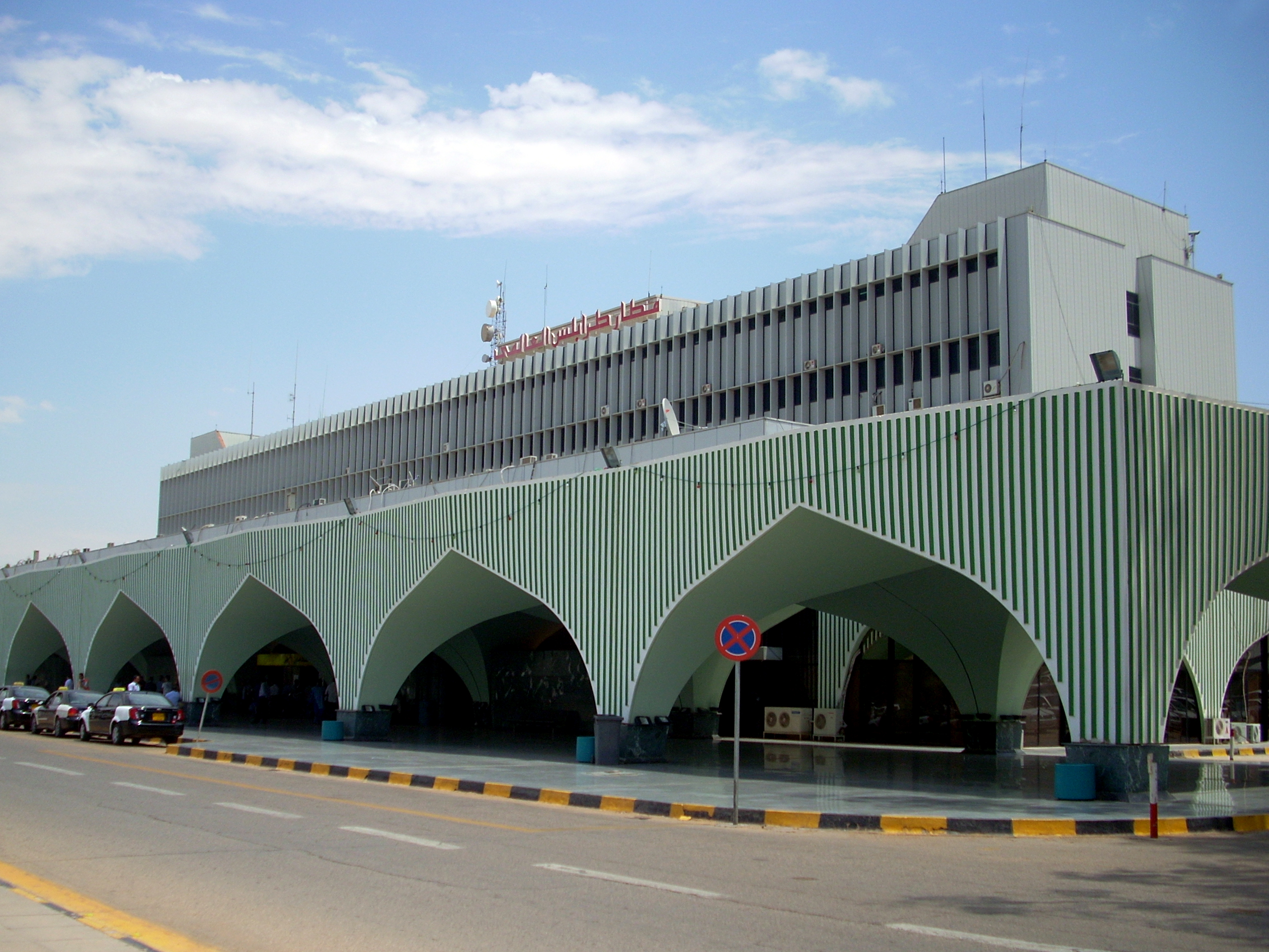
La Terminal Internacional de Pasajeros.

Hay una terminal principal de pasajeros en el Aeropuerto Internacional de Trípoli. De allí parten los vuelos de cabotaje e internacionales. La terminal es un edificio de cinco niveles con una superficie de 33 000 m², y es capaz de lidiar con un tráfico de 3 millones de pasajeros anuales. Los check-in están localizados en la planta baja de la terminal. Las puertas de embarque están ubicadas en el primer piso, lo mismo que el sector de tiendas libres de impuestos. Al lado se encuentra el oratorio y las salas de primera clase, los cuales son utilizadas por casi todas las aerolíneas para sus clases ejecutiva y superiores.
El aeropuerto opera las 24 horas del día. No hay instalaciones para pasar la noche en el aeropuerto, pero existen planes para construir un hotel destinado a los pasajeros en tránsito. En el cuarto piso de la Terminal Principal de Pasajeros funciona un restaurante.
Las instalaciones para el manejo de cargas incluyen montacargas y cintas transportadoras. 
El aeropuerto cuenta con un departamento de bomberos operativo las 24 horas del día, con 112 empleados trabajando en él.

## Planes futuros

### Expansión del aeropuerto

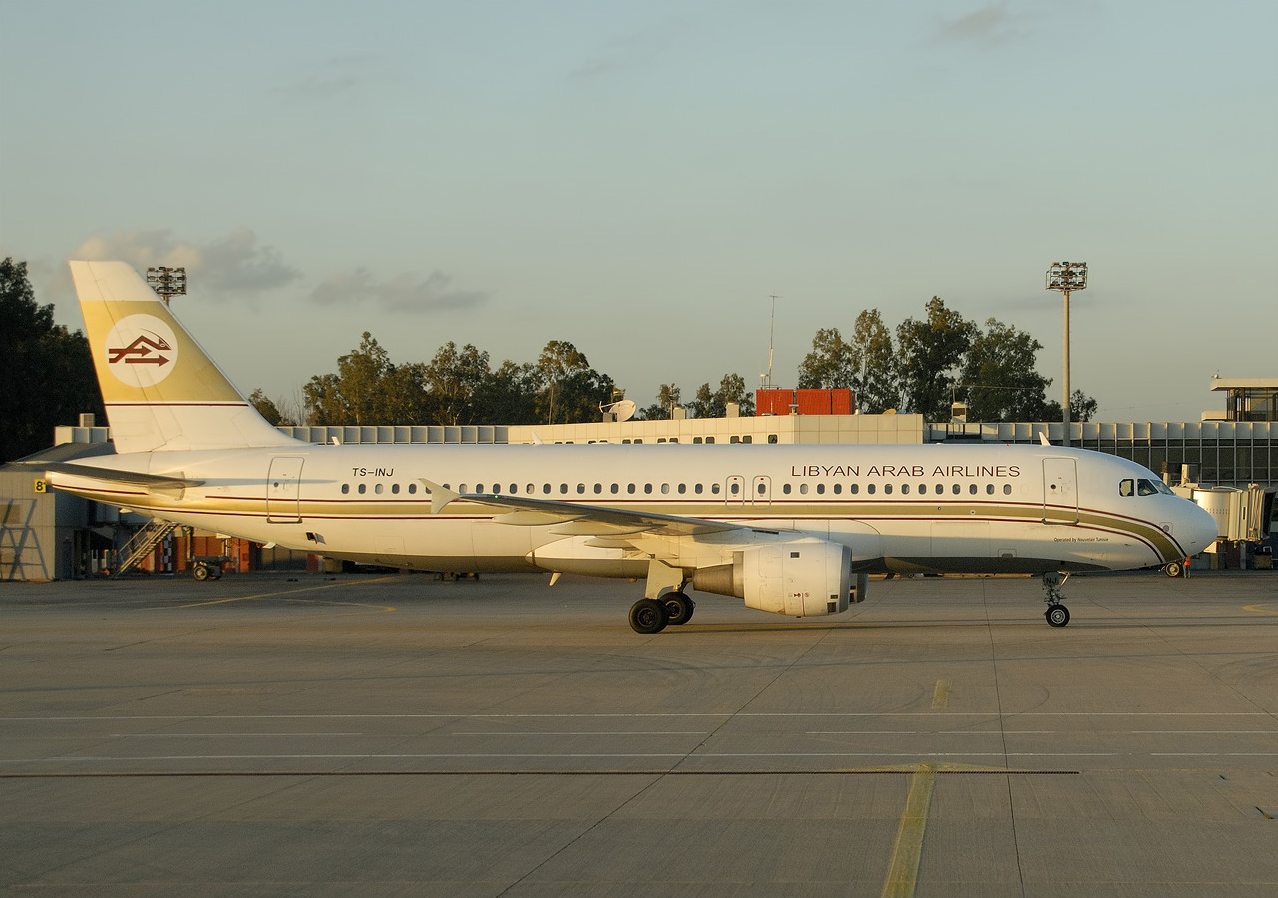
Un taxi aéreo de Libyan Arab Airlinesen la Terminal de Pasajeros.

En octubre de 2006, el por entonces Gobierno de Libia anunció un proyecto por 450 millones de dólares para modernizar y expandir el Aeropuerto Internacional de Trípoli. El proyecto incluye 385 millones US$ para construir una nueva terminal. La Autoridad de Aviación Civil de Libia está evaluando actualmente las propuestas de cuatro de los cinco consorcios internacionales que presentaron sus proyectos para llevar adelante el diseño.
La nueva terminal tendrá la capacidad de manejar 8 millones de pasajeros al año. También se licitará el contrato de construcción de una ampliación de la terminal actual en unos 11 000 m² y para reestructurar las instalaciones actuales con el fin de separar el movimiento de pasajeros que arriban y parten, por un valor en conjunto de aproximadamente de 50 millones de dólares. Los pasajeros nacionales serán direccionados a una terminal separada.
El desarrollo de los aeropuertos en otros destinos turísticos tales como Ghat y Ghadames también han empezado, y hay un importante plan de expansión para el aeropuerto Sebha, en el sur del país, el cual es estratégico para el tráfico internacional entre Europa y África.

## Aerolíneas y destinos
El aeropuerto Internacional de Trípoli actualmente no esta en funcionamiento debido a los casi constantes ataques y enfrentamientos armados en las cercanías del aeropuerto, todo esto en el marco de la guerra de Libia, pero algunas aerolíneas siguen operativas en el segundo aeropuerto más importante del país, el Aeropuerto Internacional Mitiga con destinos a Túnez, Estambul y Alejandría en Egipto.

## Aerolíneas que dejaron de operar
- Korean Air (Seúl-Gimpo)
- Pakistan International Airlines (Karachi, Lahore)